# 戈沃罗沃站
戈沃羅沃站（羅馬化：Govorovo）是莫斯科地鐵加里宁-松采沃线的一個車站。此站在2018年8月30日啟用。